# Анцявичюс, Пранас
Пранас Анцявичюс (лит. Pranas Ancevičius, также Францишек Анцевич, пол. Franciszek Ancewicz; 29 января 1905, Лаужай, ныне Расейнский район, Литва — 16 апреля 1964, Оквилл, Канада) — литовский и польский журналист и политолог.
Закончил в 1925 г. гимназию в Расейняе, поступил на факультет гуманитарных наук в Каунасском университете, был связан с социал-демократическим студенческим кругом. В 1927 г. арестован. Потом получил убежище в Польше, в 1931 г. окончил Виленский университет. Занимал советологическими исследованиями (теория права и государства в СССР) и работал в научных институтах в Вильне. Опубликовал монографию «Сталинская концепция государства на фоне организационной эволюции Союза Советских Социалистических Республик» (пол. Stalinowska koncepcja państwa na tle ewolucji ustrojowej Związku Socjalistycznych Republik Sowieckich; 1939, переиздание 2001). Сотрудничал с газетами Kurjer Warszawski и Polityka.
Когда разразилась Вторая мировая война, он работал в Берлине корреспондентом журнала Lietuvos žinios. Потом сотрудничал со шведской и датской прессой. В 1942 г. уехал в Литву, с июля 1943 работал гминным судьёй, с ноября 1943 адвокатом.
В 1944 бежал в Германию, с 1948 г. жил в Канаде. Был активистом профсоюзно-кооперативного движения, баллотировался в парламент.
Покончил жизнь самоубийством. Некролог ему написал друживший и сотрудничавший с ним в Вильне Чеслав Милош, считавший Анцевича одним из своих учителей.